# 万晓援
万晓援（1952年12月—），河南光山人。中国人民解放军少将。
2003年7月，任总参电子对抗与雷达部副部长。2005年，任第1集团军副军长。2008年，任电子对抗与雷达部部长（中国人民解放军总参谋部电子对抗部部长）。2004年7月晋升为少将军衔。2013年2月底，退休。 